# I Don’t Know a Thing About Love
I Don’t Know a Thing About Love — 73-й студийный альбом американского кантри-музыканта Вилли Нельсона (в момент выхода ему было 90 лет), изданный 3 марта 2023 года на студии Legacy Recordings. Спродюсированный Бадди Кэнноном альбом является данью уважения автору песен Харлану Ховарду (1927—2002).

## История
Альбом представляет собой сборник из десяти песен, исполненных Нельсоном и первоначально написанных Харланом Ховардом. Говард дал Нельсону его первую работу в качестве автора песен в издательской компании Pamper Music. Альбом был спродюсирован Бадди Кэнноном, а обложку оформил сын Нельсона, Мика.
Альбом был выпущен 3 марта 2023 года, в 21-ю годовщину смерти Ховарда. 17 января 2023 года Нельсон выпустил сингл «Busted».

## Отзывы
| Совокупная оценка   | Совокупная оценка |
| Источник            | Оценка            |
| ------------------- | ----------------- |
| Metacritic          | 84/100            |
| Оценки критиков     |                   |
| Источник            | Оценка            |
| AllMusic            | [ 5 ]             |
| American Songwriter | [ 6 ]             |
| And It Don't Stop   | A−                |
| The Arts Desk       | [ 8 ]             |

I Don’t Know a Thing About Love получил положительные отзывы от музыкальных критиков. На сайте Metacritic, который присваивает нормализованный рейтинг из 100 баллов рецензиям основных критиков, альбом получил 84 балла из 100 на основе четырёх рецензий, что означает «в целом благоприятные отзывы».
Стивен Томас Эрлевайн из AllMusic похвалил голос Нельсона и сказал, что, хотя аранжировки песен Говарда не таят в себе сюрпризов, это позволило сосредоточиться на «тузовой группе», в результате чего альбом звучит «легко и непринуждённо, знакомо и свежо», а No Depression заключил, что "даже когда песни вылетают из его рта, а не из головы, Нельсон все равно выкладывается по полной, как никто, кроме него самого". Лиз Томсон из The Arts Desk назвала альбом «настоящей дурью, альбомом, в который невозможно не влюбиться», похвалив «неотразимые» песни Говарда, музыкальность и «удивительно надёжный» голос Нельсона. Том Данн из The Irish Examiner в середине апреля 2023 года включил альбом в число шести своих любимых альбомов года.

## Список композиций
| №                   | Название                                   | Автор(ы)                | Длительность |
| ------------------- | ------------------------------------------ | ----------------------- | ------------ |
| 1.                  | «Tiger By the Tail»                        | Harlan Howard Бак Оуэнс | 2:24         |
| 2.                  | «The Chokin' Kind»                         | Howard                  | 3:17         |
| 3.                  | «Excuse Me (I Think I've Got a Heartache)» | Howard Buck Owens       | 2:34         |
| 4.                  | «Life Turned Her That Way»                 | Howard                  | 2:53         |
| 5.                  | «I Don't Know a Thing About Love»          | Howard                  | 2:58         |
| 6.                  | «Streets of Baltimore»                     | Tompall Glaser Howard   | 3:01         |
| 7.                  | «Busted»                                   | Howard                  | 3:28         |
| 8.                  | «She Called Me Baby»                       | Howard                  | 3:32         |
| 9.                  | «Too Many Rivers»                          | Howard                  | 3:55         |
| 10.                 | «Beautiful Annabel Lee»                    | Howard                  | 4:09         |
| Общая длительность: | Общая длительность:                        | Общая длительность:     | 32:11        |

## Чарты
| Чарт (2023)                     | Высшая позиция |
| ------------------------------- | -------------- |
| Швейцария (Schweizer Hitparade) | 85             |